# La gota fría
La gota fría è un vallenato composto dal maestro Emiliano Zuleta Baquero nel 1938, che è diventato il simbolo mondiale di questo genere musicale.

## Origine
La canzone nacque da una controversia* e da una rivalità tra Emiliano Zuleta Baquero, il maggior rappresentante del vallenato nel Dipartimento di La Guajira (Colombia), e il suo maggior concorrente, Lorenzo Morales, del dipartimento di Cesar, poiché entrambi reclamavano per sé il titolo di "miglior fisarmonica" (questo termine comprende non solo l'interpretazione dello strumento, ma la composizione e la performance vocale) del paese. 
I due si trovarono per una "piquería" (duello musicale) nel corso di una "parranda" (festival) nella città di Urumita. Iniziò a suonare Zuleta, ma dopo aver bevuto un po' troppi "tragos" offerti per la sua bravura, non fu più in grado di continuare; i suoi amici allora chiesero una sosta per permettere a Emilianito di riposare. Morales aspettò alcune ore ma verso l'alba se ne andò. Ora non è chiaro se dichiarasse un malore o impegni di lavoro (Moralito era pur sempre un contadino).
Come "ritorsione" per non aver raccolto la sfida, Zuleta scrisse La Gota fría, mettendo il rivale nel ridicolo in tutta la regione (...no quisiste hacer parranda, te fuiste de mañanita...). A La Gota fría, Morales rispose poi con un brano molto simpatico in cui dichiarava di non capire perché Zuleta ce l'avesse con lui, ma la "pieza" non ebbe successo come quella di Emilianito. Qualche anno più tardi finì la rivalità, e Morales e Zuleta divennero grandi amici fino alla morte di quest'ultimo nel 2005.
- Qualche tempo prima dei fatti di Urumita si narra che Zuleta, in viaggio per Valledupar, una notte passò davanti a casa di Morales, che lui ancora non conosceva. Attirato dalla musica che proveniva dal cortile dove era in corso una parranda,  fece capolino e si propose per eseguire alcuni brani ma non avendo l'acordeón lo chiese in prestito a Morales. Dopo aver dimostrato la sua bravura, accettò un brindisi senza però avere l'accortezza di condividerlo col padrone di casa. Questo mandò su tutte le furie Lorenzo che strappò l'acordeón a Emiliano e lo accusò di essere un intruso senza rispetto. Di lì iniziò la diatriba che durò anni nel mondo del vallenato.

## Diffusione
Divenuta una delle canzoni più popolari della Costa Caraibica Colombiana, La Gota Fría fu interpretata e registrata dalla metà degli anni 40 da Guillermo Buitrago con il titolo di Qué criterio e divenne uno dei temi più popolari del folclore colombiano. 
Il brano tornò nuovamente alla ribalta quando nel 1969 il ministro degli Esteri, Alfonso López Michelsen (la cui nonna era valduparense, e che era stato nel 1967 il primo governatore del dipartimento di Cesar) in un dibattito al Senato utilizzò i versi della canzone per sfidare un senatore dell'opposizione. Da ciò la popolarità della canzone si estese a livello nazionale e fu interpretata da vari cantanti del genere vallenato. Divenne poi un successo internazionale per le interpretazioni di Carlos Vives e Julio Iglesias.